# Takydromus sexlineatus
Espèce
Synonymes
- Takydromus quadrilineatus Daudin in Cuvier, 1802
- Tachydromus sexlineatus var. aenofuscus Peters, 1863
- Tachydromus ocellatus Guérin-Méneville, 1829
- Tachydromus typus Gray, 1838
- Tachydromus kwangsiensis Ahl, 1930

Statut de conservation UICN

 LC  : Préoccupation mineure
Takydromus sexlineatus est une espèce de sauriens de la famille des Lacertidae.

## Répartition
Cette espèce se rencontre :
- en Chine au Guizhou, au Fujian, au Guangxi, au Guangdong, à Hong Kong, à Hainan et au Yunnan ;
- en Inde au Sikkim et en Assam ;
- en Birmanie ;
- en Thaïlande ;
- au Laos ;
- au Viêt Nam ;
- au Cambodge ;
- en Malaisie ;
- en Indonésie à Sumatra, à Java et au Kalimantan.

## Description

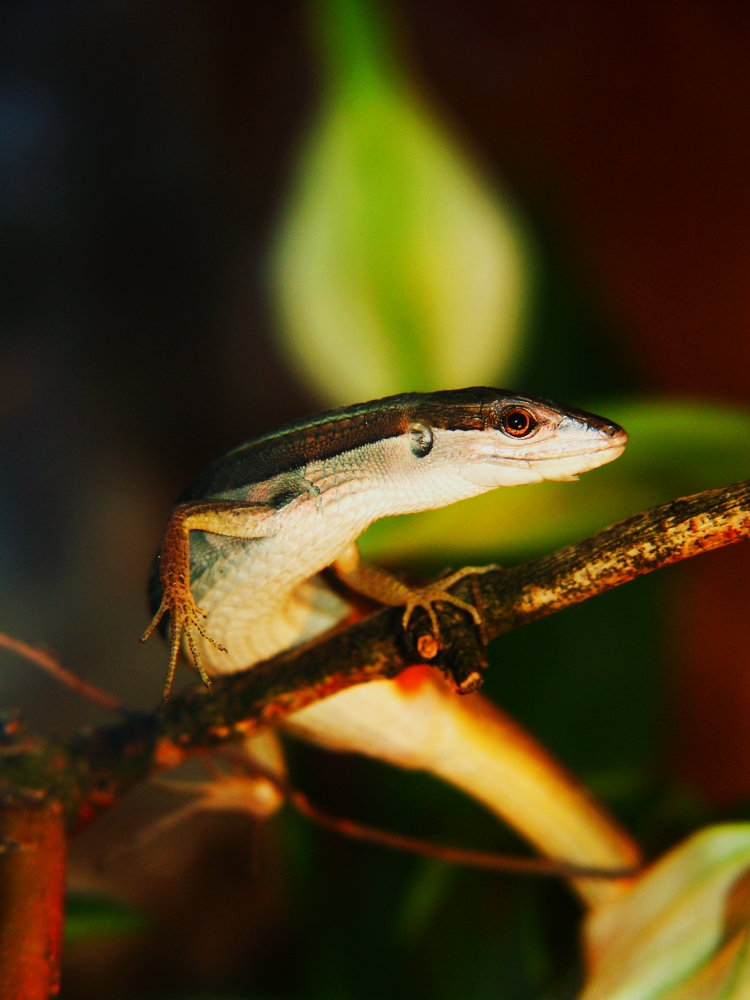
Takydromus sexlineatus

C'est un reptile diurne, arboricole et insectivore dont le corps (du museau au cloaque) atteint environ 8 cm, mais dont la queue peut atteindre trois fois la longueur du corps. Il a un aspect svelte, avec une tête allongée et des pattes fines. Le corps est marron plutôt clair, avec le ventre blanc, et de fines rayures longitudinales.

## Liste des sous-espèces
Selon The Reptile Database (23 mars 2013) :
- Takydromus sexlineatus ocellatus Guérin-Méneville, 1829
- Takydromus sexlineatus sexlineatus Daudin, 1802

## Publications originales
- Daudin, 1802 : Histoire Naturelle, Générale et Particulière des Reptiles; ouvrage faisant suit à l'Histoire naturelle générale et particulière, composée par Leclerc de Buffon; et rédigee par C.S. Sonnini, membre de plusieurs sociétés savantes. vol. 4, F. Dufart, Paris, p. 1-397 (texte intégral).
- Cuvier, 1829 : Le Règne Animal Distribué, d'après son Organisation, pour servir de base à l'Histoire naturelle des Animaux et d'introduction à l'Anatomie Comparé. Nouvelle Edition [second edition]. Vol. 2. Les Reptiles. Déterville, Paris, p. 1-406 (texte intégral).